# خط طول 9° غرب
خط طول 9° غرب هو أحد خطوط الطول الجغرافية، والتي تمتد من القطب الشمالي الجغرافي إلى القطب الجنوبي الجغرافي، وحسب التحويل الزمني يتأخر خط طول 9° غرب عن خط غرينتش بـ36 دقيقة.

## من القطب إلى القطب
ينطلق خط طول 9° غرب من القطب الشمالي نحو القطب الجنوبي مرورا بالمناطق التي ترد في الجدول التالي:
| الإحداثيات                       | البلد أو الإقليم أو البحر | ملاحظات                                                                               |
| -------------------------------- | ------------------------- | ------------------------------------------------------------------------------------- |
| 90°0′N 9°0′W / 90.000°N 9.000°W  | المحيط المتجمد الشمالي    |                                                                                       |
| 82°8′N 9°0′W / 82.133°N 9.000°W  | المحيط الأطلسي            |                                                                                       |
| 70°52′N 9°0′W / 70.867°N 9.000°W | النرويج                   | Island of يان ماين                                                                    |
| 70°49′N 9°0′W / 70.817°N 9.000°W | المحيط الأطلسي            |                                                                                       |
| 54°18′N 9°0′W / 54.300°N 9.000°W | جمهورية أيرلندا           |                                                                                       |
| 51°34′N 9°0′W / 51.567°N 9.000°W | المحيط الأطلسي            |                                                                                       |
| 43°14′N 9°0′W / 43.233°N 9.000°W | إسبانيا                   | Mainland and island of Sálvora                                                        |
| 42°28′N 9°0′W / 42.467°N 9.000°W | المحيط الأطلسي            |                                                                                       |
| 39°48′N 9°0′W / 39.800°N 9.000°W | البرتغال                  | Passing just east of لشبونة (at 38°42′N 9°8′W / 38.700°N 9.133°W)                     |
| 38°27′N 9°0′W / 38.450°N 9.000°W | المحيط الأطلسي            | Passing just west of Cape St. Vincent, البرتغال (at 37°1′N 8°59′W / 37.017°N 8.983°W) |
| 32°47′N 9°0′W / 32.783°N 9.000°W | المغرب                    |                                                                                       |
| 27°40′N 9°0′W / 27.667°N 9.000°W | الصحراء الغربية           | Claimed by المغرب                                                                     |
| 26°0′N 9°0′W / 26.000°N 9.000°W  | موريتانيا                 |                                                                                       |
| 15°30′N 9°0′W / 15.500°N 9.000°W | مالي                      |                                                                                       |
| 12°22′N 9°0′W / 12.367°N 9.000°W | غينيا                     |                                                                                       |
| 7°14′N 9°0′W / 7.233°N 9.000°W   | ليبيريا                   |                                                                                       |
| 4°58′N 9°0′W / 4.967°N 9.000°W   | المحيط الأطلسي            |                                                                                       |
| 60°0′S 9°0′W / 60.000°S 9.000°W  | المحيط الجنوبي            |                                                                                       |
| 70°27′S 9°0′W / 70.450°S 9.000°W | القارة القطبية الجنوبية   | أرض الملكة مود, المطالب الإقليمية بالقارة القطبية الجنوبية by النرويج                 |